# Donahue
Donahue is een plaats (city) in de Amerikaanse staat Iowa en valt bestuurlijk gezien onder Scott County.

## Demografie
Bij de volkstelling in 2000 werd het aantal inwoners vastgesteld op 293. In 2006 is het aantal inwoners door het United States Census Bureau geschat op 291, een daling van 2 (-0,7%).

## Geografie
Volgens het United States Census Bureau beslaat de plaats een oppervlakte van 0,9 km², waarvan 0,9 km² land. Donahue ligt op ongeveer 208 m boven zeeniveau.

## Plaatsen in de nabije omgeving
De onderstaande figuur toont nabijgelegen plaatsen in een straal van 12 km rond Donahue.